# Operazione Slapstick
Operazione Slapstick era il nome in codice di un'operazione militari d'invasione nell'Italia peninsulare durante la seconda guerra mondiale, eseguita dalla 1ª Divisione aviotrasportata britannica nel settembre 1943.
"Slapstick" si può tradurre come "spatola" o "bastone di arlecchino", ossia lo strumento musicale detto "frusta". Lo storico britannico Basil Liddell Hart ne sottolinea un altro significato ovvero una tipologia di commedia, con un'accezione fortemente critica riguardo alla pianificazione e all'esecuzione dell'operazione.
Pianificata in breve tempo, la missione seguì il suggerimento del nuovo governo italiano di aprire il porto di Taranto e Brindisi agli Alleati. Per l'operazione venne scelta l'unità aviotrasportata britannica che era, all'epoca, dispiegata in Nord Africa. A causa della mancanza di aerei e alianti, tutti impegnati nell'assalto a Salerno e nello sbarco in Calabria, i paracadutisti furono trasportati a Taranto dalle navi della Royal Navy. Lo sbarco avvenne senza resistenza nemica e il porto di Taranto fu presto liberato, come accadde per Brindisi poco tempo dopo.
Le sole forze tedesche nell'area erano alcuni elementi della 1ª Divisione paracadutisti, che attaccarono i britannici in avanzata con imboscate e con posti di blocco, durante la ritirata verso nord, particolarmente nelle zone dei comuni Mottola e Castellaneta. In conclusione, a fine settembre, la 1ª Divisione aviotrasportata britannica avanzò prima nella Murgia per poi proseguire di 100 km fino a Foggia. Nel frattempo giunsero in rinforzo due divisioni di fanteria che diedero il cambio ai paracadutisti britannici, inviati ben presto nel Regno Unito per prepararsi all'invasione della Francia.

## Antefatti
Nel maggio 1943, le potenze dell'Asse furono sconfitte nella campagna del Nordafrica. Due mesi dopo gli anglo-statunitensi sbarcarono con successo in Sicilia, che fu completamente occupata alla fine di agosto, quando gli Alleati spostarono l'attenzione sull'Italia peninsulare.
Dopo che il governo italiano ebbe firmato l'armistizio di Cassibile con gli Alleati, il 3 settembre, l'VIII Armata britannica, partendo da Santa Teresa di Riva, attraversò lo stretto di Messina e sbarcò in Calabria (operazione Baytown) per prendere il porto di Reggio e Villa San Giovanni. L'invasione principale fu pianificata per il 9 settembre e prevedeva che la V Armata statunitense sbarcasse a Salerno (operazione Avalanche), per poi puntare sull'obbiettivo principale rappresentato dal porto di Napoli. Gli Alleati speravano che l'invasione avrebbe persuaso le forze italiane ad arrendersi; se fosse accaduto i tedeschi avrebbero dovuto rimpiazzare le sei divisioni italiane in Francia e le ventinove nei Balcani togliendo le proprie dal fronte russo o da punti strategici della Francia occupata.
Durante i negoziati segreti con gli Alleati, gli italiani offrirono di consegnare il porto di Taranto e Brindisi senza opposizione. Le forze tedesche nell'area erano molto deboli e si sarebbero ritirate in caso di attacco. Il generale Dwight D. Eisenhower, Comandante supremo delle forze alleate, pianificò rapidamente un terzo sbarco sulla penisola, in Puglia, nome in codice Slapstick.
Principalmente l'operazione doveva essere un diversivo per disorientare i tedeschi e spostarli dagli sbarchi principali a Salerno, ma doveva anche portare alla conquista di Brindisi e Taranto senza combattimenti. La cattura dei porti di Taranto e di Napoli avrebbe permesso agli Alleati di portare rifornimenti alle proprie truppe su entrambe le coste italiane.
L'operazione aveva inoltre un ruolo politico. Brindisi, all'epoca, era sotto il controllo del Regio Esercito italiano e lì, il giorno stesso dello sbarco, erano presenti il re Vittorio Emanuele III e la regina Elena, l'erede Umberto e il Primo Ministro Badoglio dopo la fuga da Roma. Liberata quindi dai britannici, Brindisi divenne il punto di contatto diretto tra il Comando alleato e il nuovo Governo italiano facilitando gli accordi per la successiva dichiarazione di guerra italiana alla Germania.

## Forze in campo

### Britannici

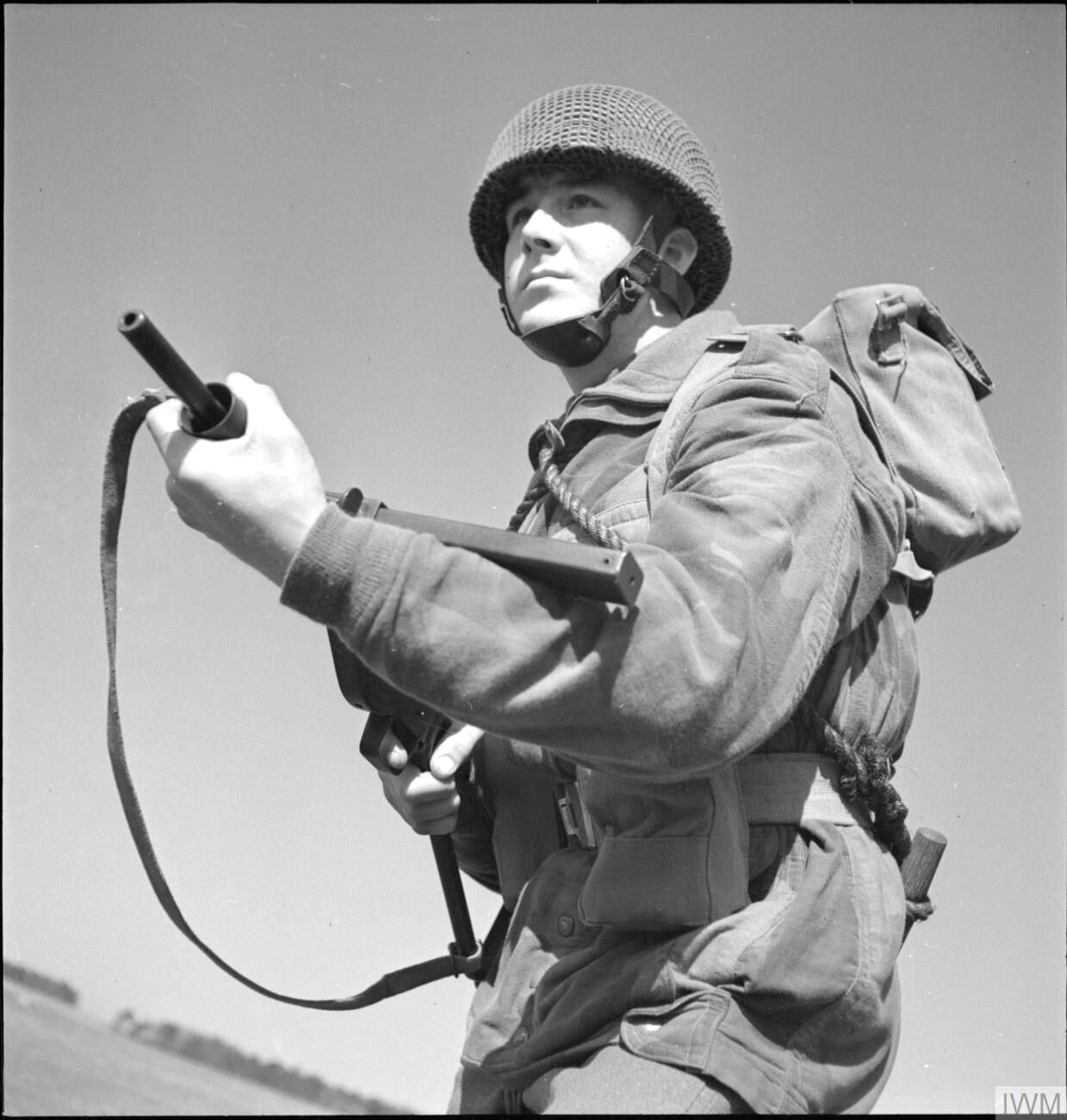
Paracadutista britannico

I piani furono pronti il 6 settembre e prevedevano di trasportare la 1ª Divisione aviotrasportata a Taranto direttamente dalla sua base in Nordafrica. I britannici avrebbero sfruttato il vantaggio dalla resa italiana che avrebbe permesso loro di prendere liberamente il porto e installarvi le difese contraeree. Era inoltre previsto che ciò che restava della flotta italiana avrebbe dovuto lasciare il porto prima dell'arrivo dei britannici. Gli Alleati prevedevano di incontrare poca resistenza e che il supporto necessario ai paracadutisti l'avrebbe fornito la Royal Navy, poiché Taranto era fuori portata dei caccia stanziati in Sicilia.
Nonostante fosse nata appena nel 1941, la 1ª Divisione aviotrasportata, comandata dal generale George F. Hopkinson, non aveva mai combattuto interamente come divisione. Le uniche unità ad avere esperienza sul campo erano la 1ª Brigata paracadutista, che aveva operato in Nordafrica e in Sicilia, e la 1ª Brigata aviotrasportata, che combatté anch'essa in Sicilia. Lì, entrambe le brigate avevano subito pesanti perdite e non erano ancora in condizioni di effettuare un ulteriore assalto aviotrasportato.
Il numero di velivoli a disposizione degli Alleati erano sufficiente a trasportare solo l'82ª Divisione aviotrasportata statunitense in Campania, perciò venne stabilito che i britannici sarebbero giunti via mare con il 12º Squadrone incrociatori (12th Cruiser Squadron), comandato dal commodoro W. G. Agnew e composto dagli incrociatori HMS Aurora, Penelope, Dido e Sirius, accompagnati dal posamine HMS Abdiel, anch'esso britannico, e dall'incrociatore statunitense USS Boise. Se gli sbarchi avessero avuto successo, la 78ª Divisione di fanteria britannica e l'8ª Divisione di fanteria indiana sarebbero state inviate come rinforzo.

### Tedeschi
Il Comando tedesco si era aspettato la resa italiana e, segretamente, formò un Gruppo d'Armata comandato dal generale Erwin Rommel per gestire il fronte italiano. Il gruppo era composto da sei divisioni trasferite dal fronte orientale, due divisioni provenienti dalla Francia e due divisioni paracadutiste con base in Germania. L'arrivo di queste unità tedesche sul suolo italiano fu però ritardato a causa di un'offensiva sovietica e, per allora, Adolf Hitler era inoltre giunto alla conclusione che, senza l'aiuto delle forze italiane, era impossibile per gli uomini di Rommel e di Albert Kesselring tenere il controllo dell'Italia intera.
In Italia il generale Kesselring, non a conoscenza di queste ultime decisioni prese in Germania, organizzò le sue forze nel modo migliore possibile, disponendo anche di tre divisioni aggiuntive, riuscite a fuggire dalla Sicilia prima di essere circondate. In agosto, cinque divisioni di fanteria e due divisioni corazzate giunsero nel nord Italia, mentre a sud fu ordinato a cinque divisioni di fanteria di tenere l'area di Salerno e Napoli; alla 1ª Divisione paracadutista fu invece affidata la Puglia.
Comandata dal generale Richard Heidrich, la 1ª Divisione paracadutista era composta dal 1º, 3º e 4º Reggimento paracadutista, con un reggimento d'artiglieria, battaglioni anticarro, contraerei e di genieri, oltre ad altre unità di supporto.

## Gli sbarchi

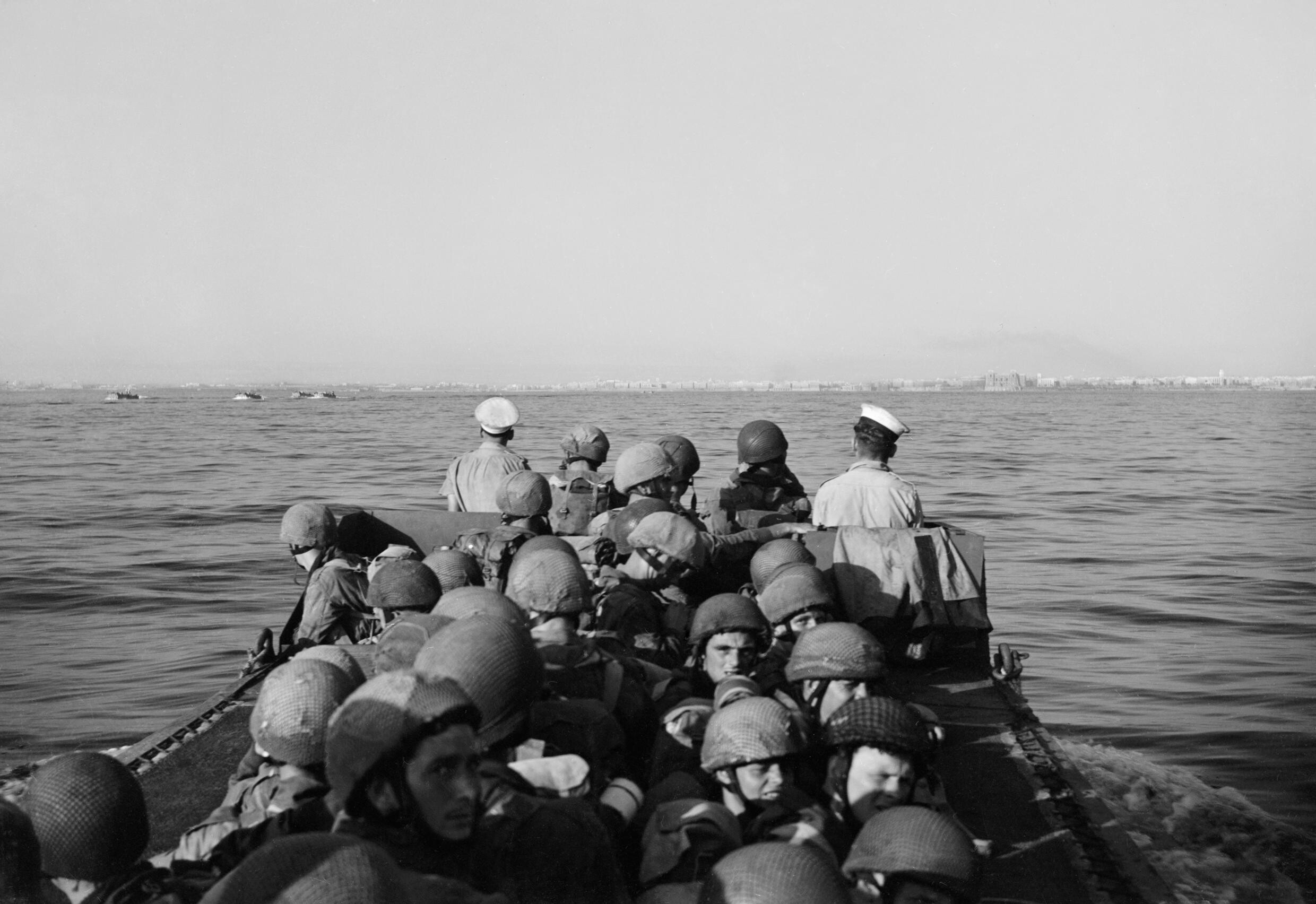
Truppe aviotrasportate britanniche in avvicinamento a Taranto, 9 settembre 1943.

Prima di lasciare la Tunisia, la 1ª Divisione aviotrasportata britannica fu divisa a metà. La prima metà, composta dal quartier generale di divisione, dalla 1ª e dalla 4ª Brigata aviotrasportata e dalla 9ª Compagnia da campo dei Royal Engineers, sarebbe salpata dal porto di Biserta alle ore 17:00 dell'8 settembre. La seconda metà sarebbe giunta una volta presa la città di Taranto. L'ammiraglio Andrew Cunningham riteneva che la flotta italiana avrebbe potuto attaccare gli incrociatori britannici, i quali non erano in grado di difendersi adeguatamente essendo sovraccarichi di uomini e materiali per l'invasione, e di conseguenza ordinò alle corazzate HMS Howe e HMS King George V, con i loro sei cacciatorpediniere di scorta e sotto il comando dell'ammiraglio Arthur Power, di salpare da Malta e unirsi alla flotta d'invasione. Alle 18:30 dell'8 settembre, mentre il convoglio era in mare aperto, il generale Eisenhower comunicò i dettagli della resa italiana.
Come supporto agli sbarchi, all'alba del 9 settembre, i comuni di Scanzano e Foggia vennero bombardati dai B-26 Marauder statunitensi del 17º e del 319º Gruppo bombardieri. Quando la flotta alleata fu in vista di Taranto, i britannici videro le navi da battaglia italiane Andrea Doria e Duilio assieme a tre incrociatori lasciare il porto della città e si prepararono alla battaglia. Tuttavia gli italiani fecero rotta verso Malta, per arrendersi agli Alleati come dalle clausole previste dall'armistizio. Alle ore 15:00, la flotta britannica raggiunse il campo minato posto a protezione del porto di Taranto. Ad attraversarlo fu il cacciatorpediniere HMS Javelin, che entrò nel porto per fare ritorno due ore dopo con un marinaio italiano a bordo, il quale aveva ricevuto l'ordine di indicare agli Alleati il passaggio per evitare le mine. L'HMS Penelope e lo USS Boise giunsero così sani e salvi al molo dove fecero sbarcare le truppe, mentre le altre navi rimasero al largo da dove i loro soldati furono portati a terra da piccole imbarcazioni. Le installazioni portuali erano in funzione e sbarcarono i rifornimenti dalle navi in breve tempo.

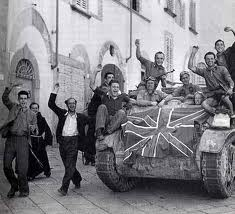
Soldati britannici liberano Massafra

Le prime unità a sbarcare furono la 4ª Brigata e il 10º Battaglione di paracadutisti che si diressero nell'entroterra, pronti a combattere in caso di attacco tedesco. Quando i paracadutisti entrarono in città, furono ben accolti dal presidio italiano e informati che i tedeschi se n'erano già andati; quindi si diressero verso nord e prepararono le difese. Nel frattempo, Hopkinson stabilì il quartier generale della divisione all'Hotel Albergo Europa e accettò la resa italiana da parte del Governo militare.
Completata questa parte dell'operazione, il 12º Squadrone incrociatori tornò a Biserta per imbarcare il resto delle truppe, ossia la 2ª Brigata paracadutista, la 1ª Brigata aviotrasportata e il Reggimento piloti alianti. Le uniche vittime dello sbarco vi furono il 10 settembre quando l'HMS Abdiel, mentre manovrava vicino al molo, colpì una mina subacquea ed affondò. I morti tra l'equipaggio furono 48, mentre tra i soldati a bordo del 6º Battaglione paracadutista Royal Welch vi furono 58 morti e 154 feriti. La nave trasportava anche dodici cannoni anticarro da 6 libbre della 2ª Batteria anticarro e l'intera riserva di munizioni della divisione.
La notte del 10 settembre, la 4ª Brigata paracadutista iniziò l'avanzata nell'entroterra. All'alba, la brigata raggiunse Massafra, dove ricevette il benvenuto dalla popolazione, e il giorno dopo arrivò a Mottola, ancora occupata dai tedeschi. Questi fecero resistenza all'assalto del 156º Battaglione paracadutista, ma ben presto si ritirarono. I feriti furono evacuati a Taranto dove le unità mediche britanniche avevano organizzato ottanta posti letto all'ospedale cittadino di Rendinella.
La retroguardia dei paracadutisti tedeschi cercò di rallentare l'avanzata britannica con imboscate e posti di blocco. In uno di questi, presso Castellaneta, Hopkinson fu colpito dal fuoco di una mitragliatrice tedesca mentre stava osservando l'attacco del suo 10º Battaglione. Il generale morì per le ferite il giorno seguente. Il comando della divisione fu quindi affidato al generale Ernest Down, già comandante della 2ª Brigata paracadutista.

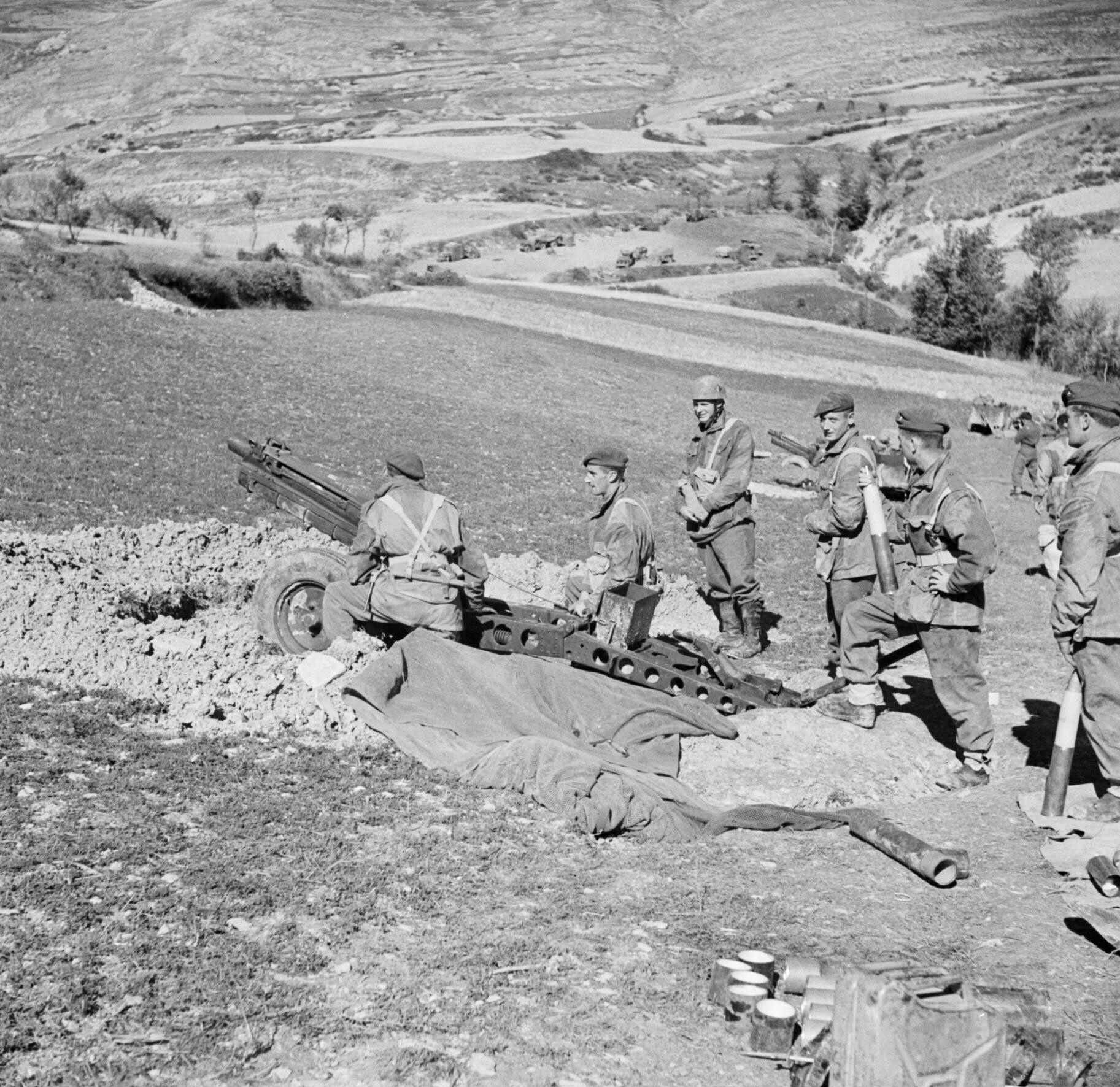
Obice da 75 mm del 1º Reggimento aviotrasportato artiglieria leggera in azione in Italia.

A settantadue ore dallo sbarco, la divisione aviotrasportata raggiunse e occupò i porti di Brindisi e Bari, lungo la costa adriatica, senza opposizione italiana. L'11 settembre, il fianco sinistro della divisione si incontrò con la 1ª Divisione di fanteria canadese, l'avanguardia dell'VIII Armata britannica sbarcata in Calabria; e per la sera del 12 settembre, la 1ª Divisione aviotrasportata aveva percorso in tutto 32 km a piedi.
L'obiettivo successivo era il campo d'aviazione di Gioia del Colle. La Royal Air Force necessitava di aeroporti per spostare i caccia dalla Sicilia, per poi supportare lo sbarco a Salerno che non stava proseguendo come previsto. In Puglia i tedeschi continuarono la loro ritirata e Gioia del Colle fu raggiunta nella notte tra il 16 e il 17 settembre, dal 10º e dal 156º Battaglione paracadutista. Due giorni dopo giunsero dalla Sicilia sei squadroni di aerei da caccia. Tra il 20 e il 24 settembre, la 1ª Divisione aviotrasportata ricevette l'ordine di fermarsi e consolidare le difese, consci che i tedeschi potevano contrattaccare in ogni momento lungo un fronte già troppo esteso perché una sola divisione potesse difenderlo adeguatamente.
Il quartier generale del V Corpo d'armata britannico sbarcò a Taranto il 18 settembre e preparò l'arrivo delle sue due divisioni. La prima fu la 78ª Divisione di fanteria britannica, che giunse a Bari il 22 settembre, seguita dall'8ª Divisione di fanteria indiana, sbarcata a Taranto il giorno seguente. Il 24 settembre, la 1ª Brigata paracadutista e la 1ª Brigata aviotrasportata cominciarono una nuova avanzata. Il 27 settembre, le due brigate e la 78ª Divisione raggiunsero Foggia, a 200 km da Taranto. Da lì, la divisione aviotrasportata fu fatta rientrare a Taranto, da cui partì per il Regno Unito entro novembre.

## La Resistenza italiana in Puglia

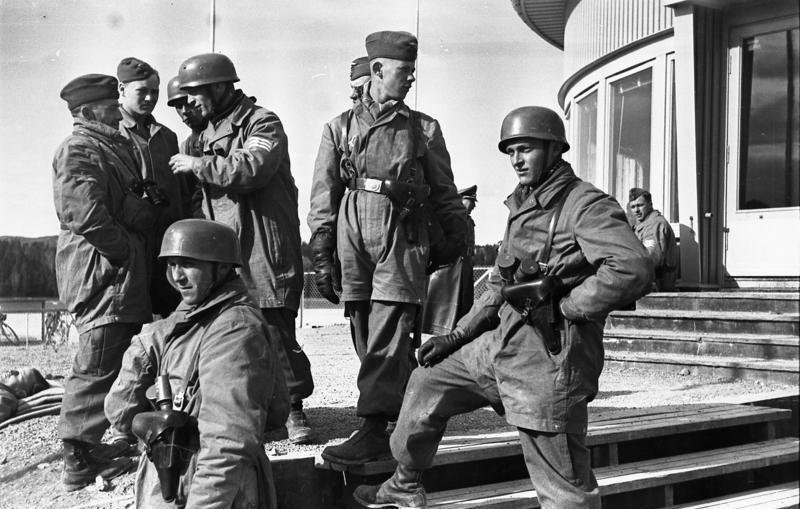
Paracadutisti tedeschi

Mentre i reparti britannici sbarcavano a Taranto il 9 settembre, scontri tra italiani e tedeschi stavano prendendo vita in lungo e in largo per la Puglia. La mattina del 9 settembre truppe tedesche si impossessarono di alcuni edifici chiave a Bari e iniziarono ad affondare con gli esplosivi le navi ormeggiate al porto; il generale Nicola Bellomo, comandante della XII Zona della Milizia Volontaria per la Sicurezza Nazionale responsabile della città, raccolse ai suoi ordini un miscuglio di militi della MVSN, guardie di finanza, soldati, marinai e vigili urbani e lanciò un contrattacco. Al termine di duri scontri, nel corso dei quali lo stesso Bellomo rimase ferito, i tedeschi furono sopraffatti e costretti alla resa: gli italiani ebbero quattro morti e diversi feriti, i tedeschi contarono sette morti e 45 feriti oltre a numerosi prigionieri, poi rilasciati e fatti allontanare da Bari su ordine dei comandi superiori italiani. Nella zona attorno a Bari si ebbero altri scontri, costati 24 morti e 65 feriti ai reparti italiani e 24 tra morti e feriti ai tedeschi, costretti però a ritirarsi dopo aver perso una trentina di mezzi motorizzati e molte armi. Combattimenti lungo la strada tra Bari e Bitetto costarono 18 morti al 48º Reggimento fanteria italiano, ma si conclusero con il ripiegamento dei tedeschi; scontri sparsi tra italiani e tedeschi si registrarono anche a Francavilla Fontana, Putignano, Noci, Foggia, Rodi Garganico, Lucera, Cerignola e Apricena.
L'11 settembre una colonna motorizzata tedesca proveniente da Andria tentò di occupare Barletta, ma fu affrontata da un presidio italiano composto da un battaglione mitraglieri, un battaglione costiero, una batteria di artiglieria e unità di deposito: dopo una dura battaglia i tedeschi furono costretti a ritirarsi lasciando sul terreno quattro veicoli blindati distrutti, 30 morti e 31 feriti oltre a una trentina di prigionieri in mano italiana. I tedeschi tornarono a Barletta il 12 settembre con nuove truppe e l'appoggio di forze aeree, e il presidio italiano, rimasto senza appoggio, venne costretto alla resa; come rappresaglia per la resistenza incontrata, i tedeschi radunarono dodici guardie municipali e due civili e li fucilarono in mezzo alla strada. Barletta rimase poi sotto occupazione tedesca fino al 24 settembre.
Scontri tra italiani e tedeschi si ebbero sin da dopo l'annuncio dell'armistizio all'aeroporto di Gioia del Colle: gli aerei italiani si trasferirono nelle più sicure basi attorno a Brindisi e Lecce, ma i tedeschi causarono vari danni alle strutture dell'aeroporto; il contrattacco di una compagnia di truppe costiere italiane li costrinse infine a ritirarsi dopo aver lasciato una cinquantina di prigionieri nelle mani degli italiani. Il mattino del 14 settembre una colonna corazzata tedesca tentò di entrare a Trani, ingaggiando una battaglia con il presidio italiano (un battaglione di mitraglieri e reparti di deposito) conclusasi infine con la capitolazione di quest'ultimo; i tedeschi procedettero quindi a far saltare in aria le caserme della città come pure gli impianti telegrafici e telefonici, prima che il 16 settembre un contrattacco del 235º Reggimento fanteria italiano e di alcuni reparti britannici li obbligasse a lasciare Trani. I comandi italiani costituirono quindi il LI Corpo d'armata con la 152ª Divisione fanteria "Piceno" e unità distaccate della 58ª Divisione fanteria "Legnano" per appoggiare l'avanzata dei reparti britannici verso nord: per il 19 settembre le truppe italiane avevano raggiunto la linea Fasano-Martina Franca ma qui furono fermate per ordine dei britannici, i quali imposero un'applicazione molto rigorosa delle clausole dell'armistizio appena siglato. Un ultimo scontro si ebbe quello stesso 19 settembre quando una colonna tedesca tentò di attaccare un deposito di munizioni italiano situato tra Andria e Corato: il 236º Reggimento fanteria respinse l'attacco dopo una dura battaglia, costata ai tedeschi 40 morti e 45 feriti mentre gli italiani ebbero due morti e cinque feriti.

## Conseguenze
L'Operazione Slapstick non fornì il diversivo su cui Eisenhower sperava e gli statunitensi ebbero grosse difficoltà in Campania. La decisione di ritirarsi senza opporsi troppo ai britannici fu presa da Heidrich senza consultare il quartier generale di Kesselring e credendo inoltre di doversi opporre a una soverchiante superiorità numerica degli Alleati. L'aver ripiegato sostanzialmente senza lottare permise però alla divisione tedesca di dare il proprio contributo nella battaglia di Montecassino l'anno successivo.Tuttavia la Puglia e più in particolare i suoi aeroporti furono di fondamentale importanza per gli Alleati per il prosieguo della Campagna d'Italia.

### Riferimenti
1. ↑  Cole, pp.55–56
2. ↑  Molony, p. 243 (Note 1).
3. ↑  Blumenson, p.23
4. ↑   SikilyNews.it - Lo sbarco degli Alleati in Sicilia e l'importante ruolo di Santa Teresa Riva -FOTO e VIDEO, su Sikily News. URL consultato il 23 ottobre 2022.
5. ↑  Blumenson, pp. 30–31.
6. ↑  Blumenson, p. 26.
7. 1 2 3  Blumenson, p. 60.
8. 1 2  Blumenson, p. 94.
9. 1 2  Blumenson, p. 113.
10. 1 2 3  Blumenson, p. 86.
11. ↑  Blumenson, p. 33.
12. ↑  Ferguson, p. 9.
13. 1 2  Ferguson, p. 11.
14. ↑  Ferguson, p. 13.
15. ↑  Tugwell, p. 168.
16. 1 2 3 4  Chant, p. 254.
17. 1 2 3 4 5 6 7  Cole, p. 52.
18. ↑  Blumenson, p. 95.
19. 1 2  Blumenson, p. 79.
20. ↑  Cole, p. 51.
21. ↑  Blumenson, p. 82.
22. 1 2  Mitcham, p. 281.
23. ↑  Morison, pp. 235–236.
24. ↑  Blumenson, p. 73.
25. ↑  Styling, p. 25.
26. ↑  Morison, p. 256.
27. 1 2 3 4  Blumenson, p. 114.
28. 1 2  Reynolds, p. 37.
29. ↑  Lamb, p. 49.
30. ↑  Cole, p. 53.
31. ↑  Harclerode, p. 262.
32. ↑  Otway, p. 133.
33. ↑  Blumenson, p. 172.
34. ↑  Cole, p. 54.
35. ↑  Cole, pp. 54–55.
36. 1 2 3  Cole, p. 55.
37. 1 2 3  Reynolds, p. 38.
38. ↑  Blumenson, p. 173.
39. 1 2  Cavendish, p. 17.
40. ↑  Prasad, p. 368.
41. ↑  CISM, pp. 41-42.
42. ↑  CISM, p. 42.
43. ↑  CISM, pp. 42-44.